# Mercedes-Benz CL-klass
Mercedes-Benz CL-Klass är en serie lyxbilar, tillverkade av den tyska biltillverkaren Mercedes-Benz mellan 1997 och 2014.
CL-Klass är coupé-modellerna av Mercedes-Benz S-klass. Tekniken baseras på motsvarande S-Klass-sedaner.

## C215 (1999-2006)
Se vidare under huvudartikeln Mercedes-Benz C215.

## C216 (2006-14)
Se vidare under huvudartikeln Mercedes-Benz C216.

## Bilder

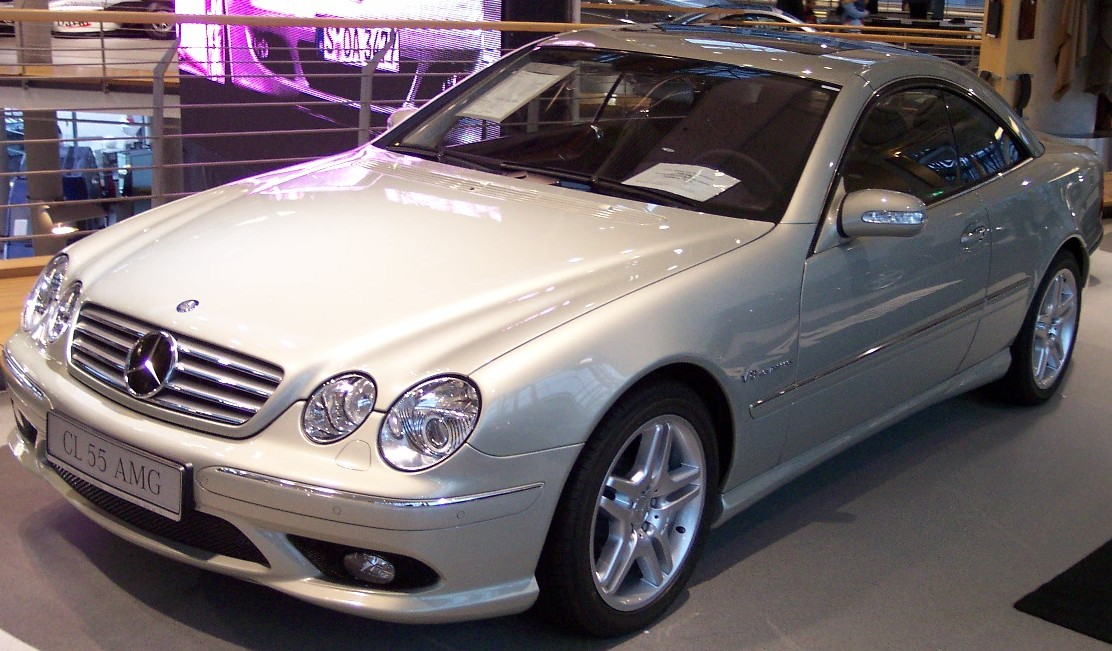
Mercedes-Benz CL55 AMG
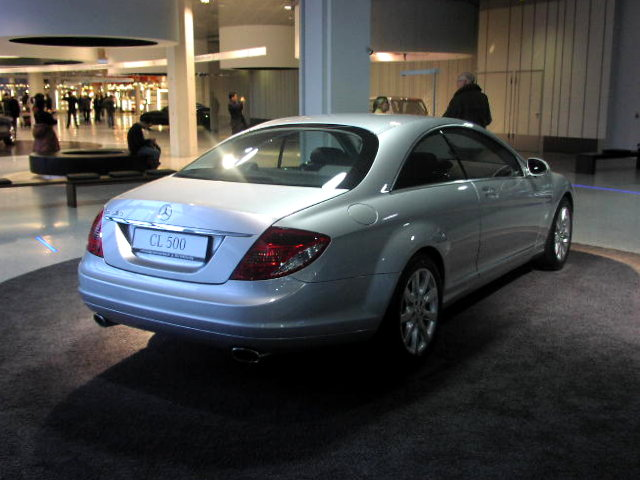
Mercedes-Benz CL500